# Rollback (dataopslag)
Een rollback is het terugdraaien van een actie in een database.
Hierbij worden de gegevens van een database weer in de oorspronkelijke toestand teruggebracht na een (poging tot) verandering van die gegevens die niet goed uitgevoerd werd, zodat twijfel zou kunnen ontstaan over de juistheid van de gegevens. Als er geen twijfel is over de juistheid van de veranderingen en de verandering van de gegevens is goed uitgevoerd, dan kan de verandering worden vastgelegd door middel van een commit. Databasemanagementsystemen zijn zo ontworpen dat een blok van transacties voorgoed doorgevoerd wordt met een commit, of helemaal teruggedraaid met een rollback. Dit wordt ook beschreven in het ACID-principe.

## Voorbeeld
Bij een overschrijving van geld van de ene rekening naar de andere, gaat er eerst geld af van de ene rekening, en moet er geld op de andere rekening gestort worden. Beide verrichtingen moeten als één geheel al dan niet uitgevoerd worden; bij het mislukken van een van de transacties, moet ook de andere teruggedraaid worden. 
databasemanagementsysteem · databasemodel · databasenormalisatie · referentiële integriteit · relationele algebra · relationele database · relationeel model